# Herpetogramma stultalis
Herpetogramma stultalis is een vlinder uit de familie van de grasmotten (Crambidae), uit de onderfamilie van de Spilomelinae. De wetenschappelijke naam van deze soort is voor het eerst gepubliceerd in 1859 door Francis Walker.

## Verspreiding
De soort komt voor in Congo-Kinshasa, Réunion, Pakistan, India, Sri Lanka, China en Korea, Maleisië, Papoea-Nieuw-Guinea en Australië.

## Waardplanten
De rups leeft op Amaranthaceae (Achyranthes aspera, Alternanthera sessilis), Acanthaceae (Asystasia intrusa, Barleria strigosa), Nyctaginaceae (Boerhavia diffusa), Lamiaceae (Coleus sp., Hyptis brevipes, Plectranthus incanus, Pogostemon cablin), Solanaceae (Solanum melongena) en Malvaceae (Thespesia lampas).